# HONK!
HONK! is een Nederlandse musical van 3 and a Crowd productions.
HONK! is een eigentijdse versie van het oude verhaal over Het lelijke eendje van Hans Christian Andersen. Het klassieke sprookje is bewerkt door het Britse schrijversduo Anthony Drewe en George Stiles. De Nederlandse première vond plaats op 26 november 2006 in Apeldoorn. De adaptie naar het Nederlands was van Allard Blom, de regie van Paul Van Ewijk.
Op 12 januari 2007 won HONK! de eerste Anti Pest Prijs. Deze prijs is in het leven geroepen door de
stichting De Kinderconsument om initiatieven te stimuleren die op een originele wijze pesten tegen willen gaan.

## Cast
- Ivo Chundro - Lelijk
- Ara Halici - Kat
- Vannessa Timmermans - Frida, Frogette
- Jolanda van den Berg - Maureen, Queennie, Penny, Frogette
- Vincent de Lusenet - Sjoerd, Grijsneus, Brulkikker
- Sabine Beens - Kuiken, Gracia, Stip, Hansje, Frogette